# 新疆苏联侨民问题
新疆苏联侨民问题是新疆外侨问题之一，亦是中国苏联侨民问题的一部分，在蘇聯支持的新疆伊斯蘭起事的背景下，苏联政府持续在新疆俄罗斯族移民、当地少数民族群体中，发放苏侨证，鼓励归化苏联国籍。这被中国方面视为苏联渗透、拓殖新疆的重要手段之一，在1930年代至1960年代成为影响新疆局势的重大社会问题。在1950年代初，已成功的改变了北疆地区的人口结构。构成了国中之国的社会形态，中国研究者更指苏联政府有鸠占鹊巢的图谋。1962年5月，伊塔事件爆发，大批新疆边民和新疆苏联侨民在苏联政府的煽动下外逃苏联，驻伊宁和乌鲁木齐的苏联总领事馆也被苏联政府关闭，至此新疆苏联侨民问题才得以解决。

## 历史
19世纪，俄罗斯帝国势力进入中亚。19世纪中叶，俄罗斯开始大规模入侵中亚各国，中国西北的新疆亦是目标之一。中亚各国无力抵抗俄罗斯，相继投降，此后，陆续并入俄罗斯帝国版图。当时中国时值晚清时代，国力衰弱。伊犁危机后，中国失去外西北。但沙俄以及之后的苏联侵占新疆的野心并未停止。苏联政府持续归化新疆俄罗斯族人、当地少数民族，发展侨民，拓展基层势力。二战使得苏联人口损失严重，亟需人口的苏联决定从中国各地补充公民。除威逼东北、上海、天津等地的白俄侨民外，苏联将争取侨民的重点集中在新疆，主要利诱哈萨克、维吾尔和塔塔尔等中亚族人加入苏联国籍。未前往苏联境内的新苏侨，则成为了情报网中的一部分人员。
中华人民共和国成立初期，中华人民共和国政府承认双重国籍，苏联侨民仍具有中华人民共和国国籍。同时，由于中亚语言翻译奇缺以及出于对苏联的过分信任，新疆的部分民族学校甚至直接采用苏联的相应语言课本进行教学，一定程度上导致了青少年国家认同感的混乱或對中國認同感的缺失。
由于苏联方面的渗透、中苏边境冲突以及中方“反右”扩大化和“大跃进”造成的国民经济困难等原因，最终于1962年爆发了伊塔事件，大批边民和苏联侨民外逃苏联。